# Liv Monica Stubholt
Liv Monica Bargem Stubholt (* 1961) ist eine norwegische Juristin und Politikerin der Senterpartiet (Sp). Von November 2005 bis März 2009 war sie Staatssekretärin.

## Leben
Stubholt studierte bis 1987 Rechtswissenschaften an der Universität Oslo. Anschließend arbeitete sie als Juristin für eine Anwaltskanzlei. Im Jahr 1990 war sie als Trainee in der Rechtsabteilung der Europäischen Kommission in Brüssel tätig. Danach arbeitete sie bis 1995 wieder für eine Anwaltskanzlei. Im Anschluss fungierte sie bis 1997 als politische Beraterin der Senterpartiet im norwegischen Nationalparlament, dem Storting. Dort war sie für den finanzpolitischen Bereich zuständig. In den Jahren 1997 bis 2000 war sie Projektleiterin beim Investorenforum  Norsk Investorforum, bevor sie als Partnerin in einer Anwaltskanzlei einstieg. Dort war sie unter anderem auf dem Gebieten des EWR-Wettbewerbsrecht und der Aquakulturen tätig. Von 1993 bis 2003 fungierte sie zudem als Gastdozentin an der Norwegischen Handelshochschule (NHH) in Bergen.
Am 7. November 2005 wurde sie in der Regierung Stoltenberg II zur Staatssekretärin im Außenministerium ernannt. Als solche war sie bis September 2007 unter Außenminister Jonas Gahr Støre tätig. Anschließend ging sie als Staatssekretärin ins Erdöl- und Energieministerium über. Als solche war sie bis Juni 2008 unter Åslaug Haga und anschließend unter Terje Riis-Johansen tätig. Ihre Amtszeit endete am 27. März 2009. Im Anschluss an ihre Zeit in der Regierung begann sie beim Fischereiunternehmen Aker Seafoods zu arbeiten. Im Jahr 2012 nahm sie ihre Tätigkeit bei Kværner auf. Des Weiteren saß sie über die Zeit hinweg im Board of Directors mehrerer börsennotierter Unternehmen.